# Carpias triocellatus
Carpias triocellatus är en kräftdjursart som först beskrevs av Mueller 1992.  Carpias triocellatus ingår i släktet Carpias och familjen Janiridae. Inga underarter finns listade i Catalogue of Life.